# Морские окуни

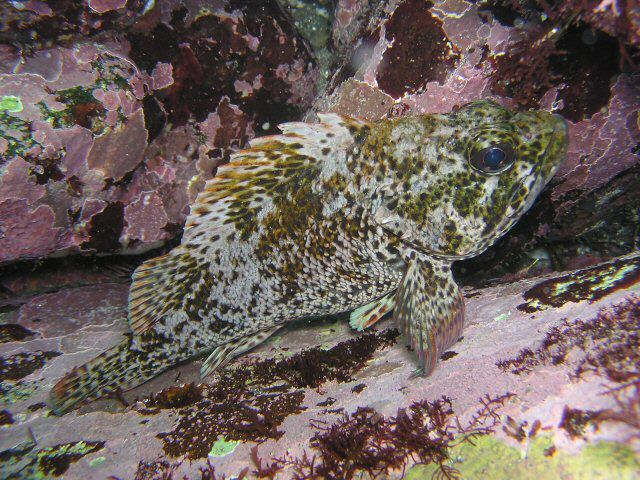

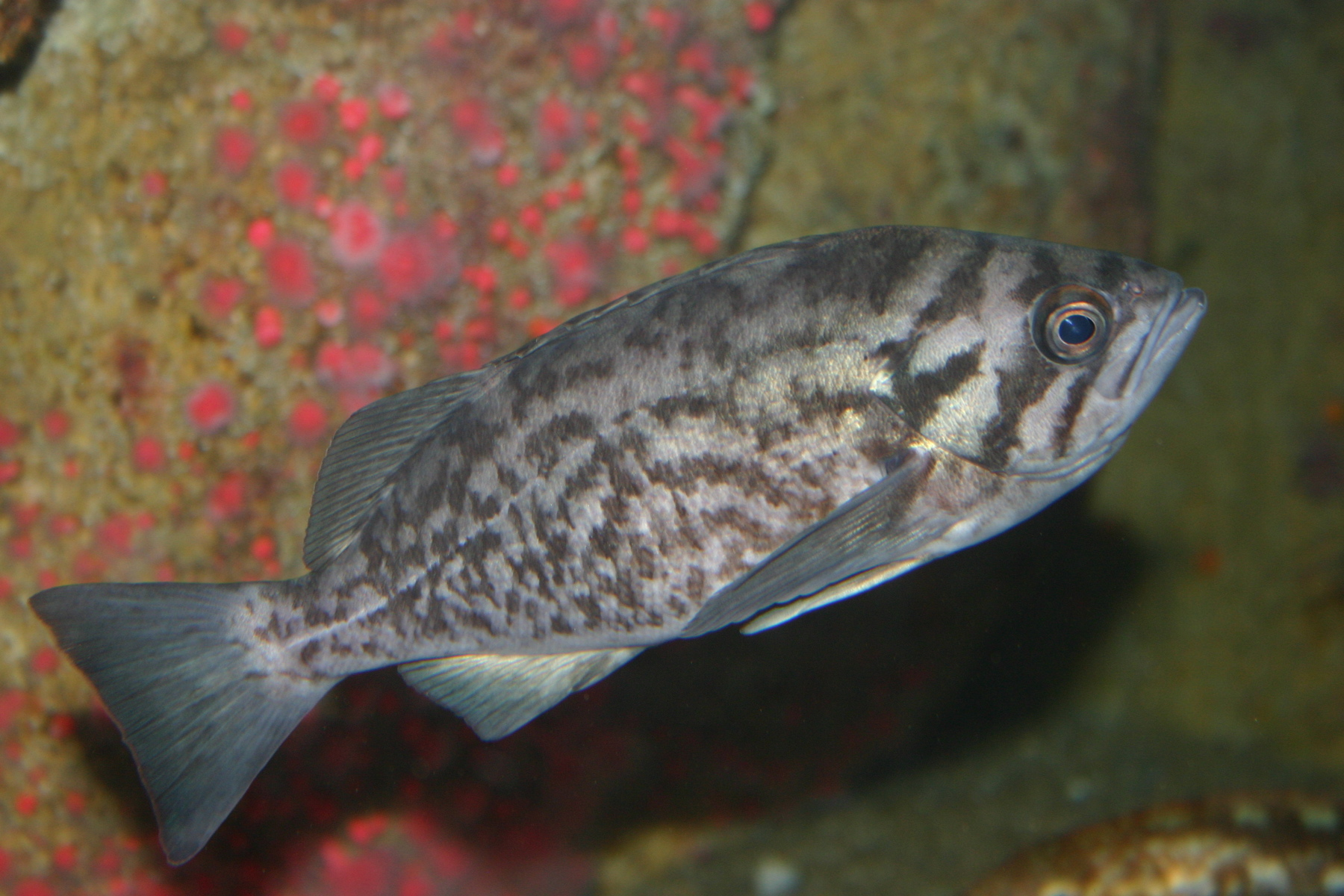

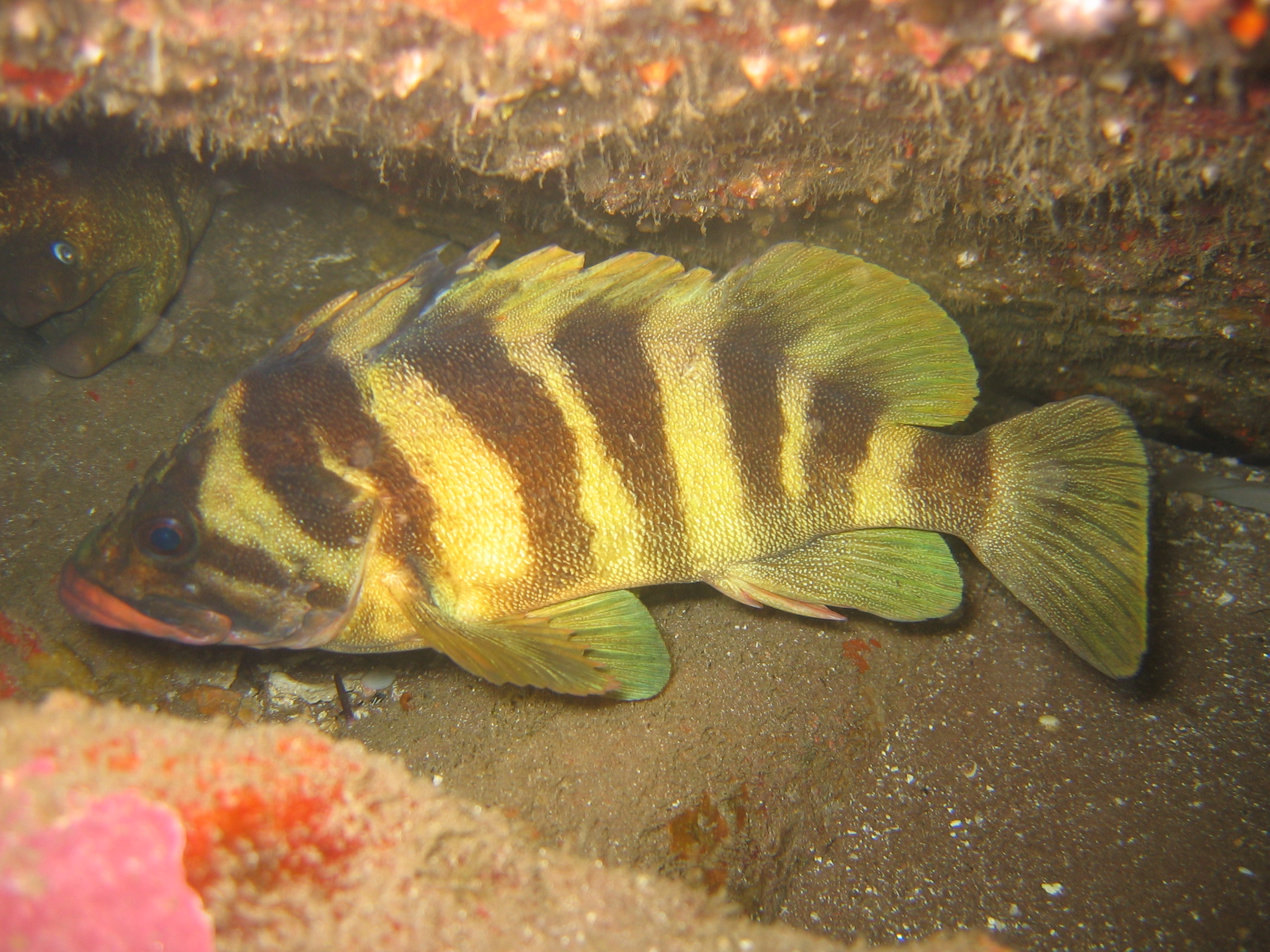

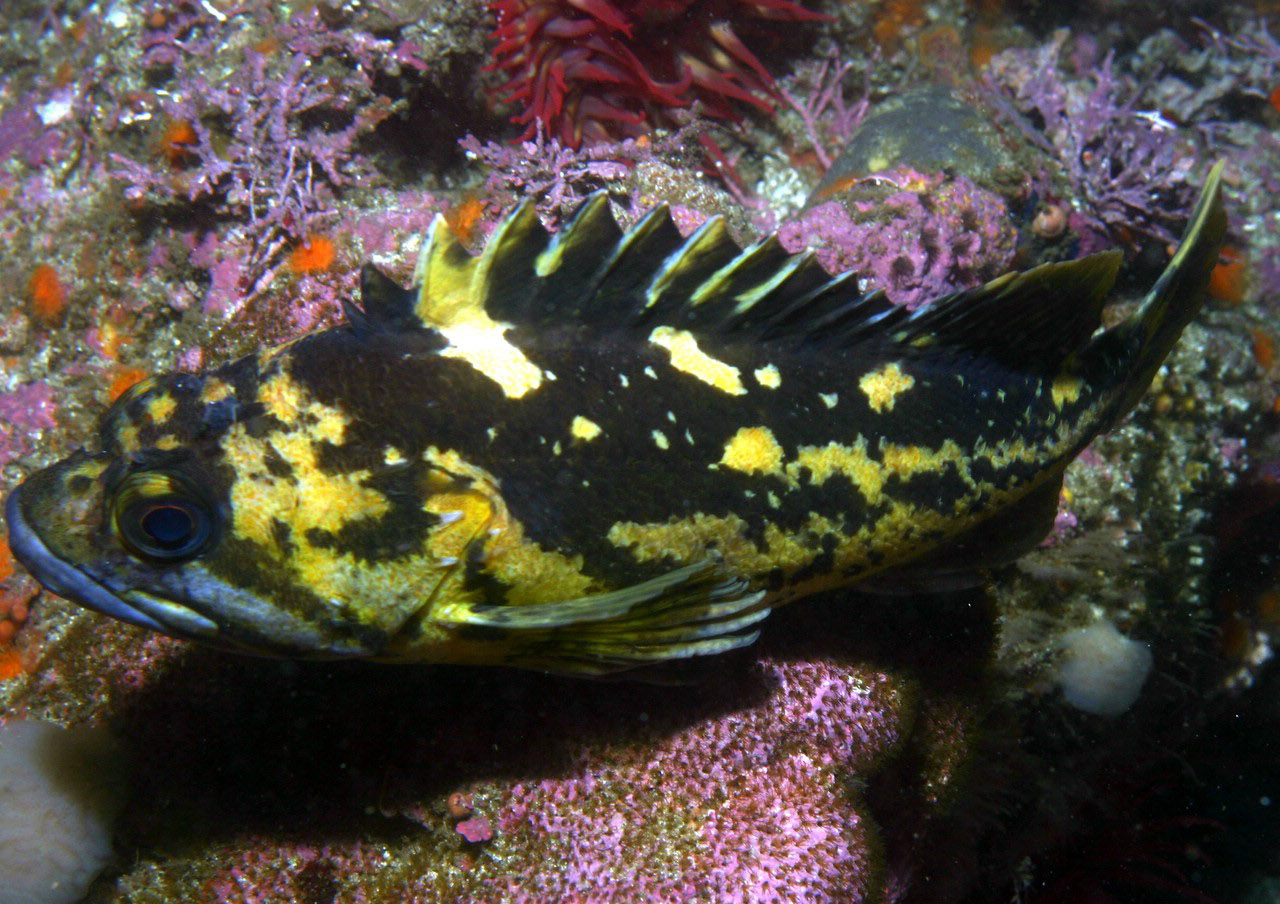

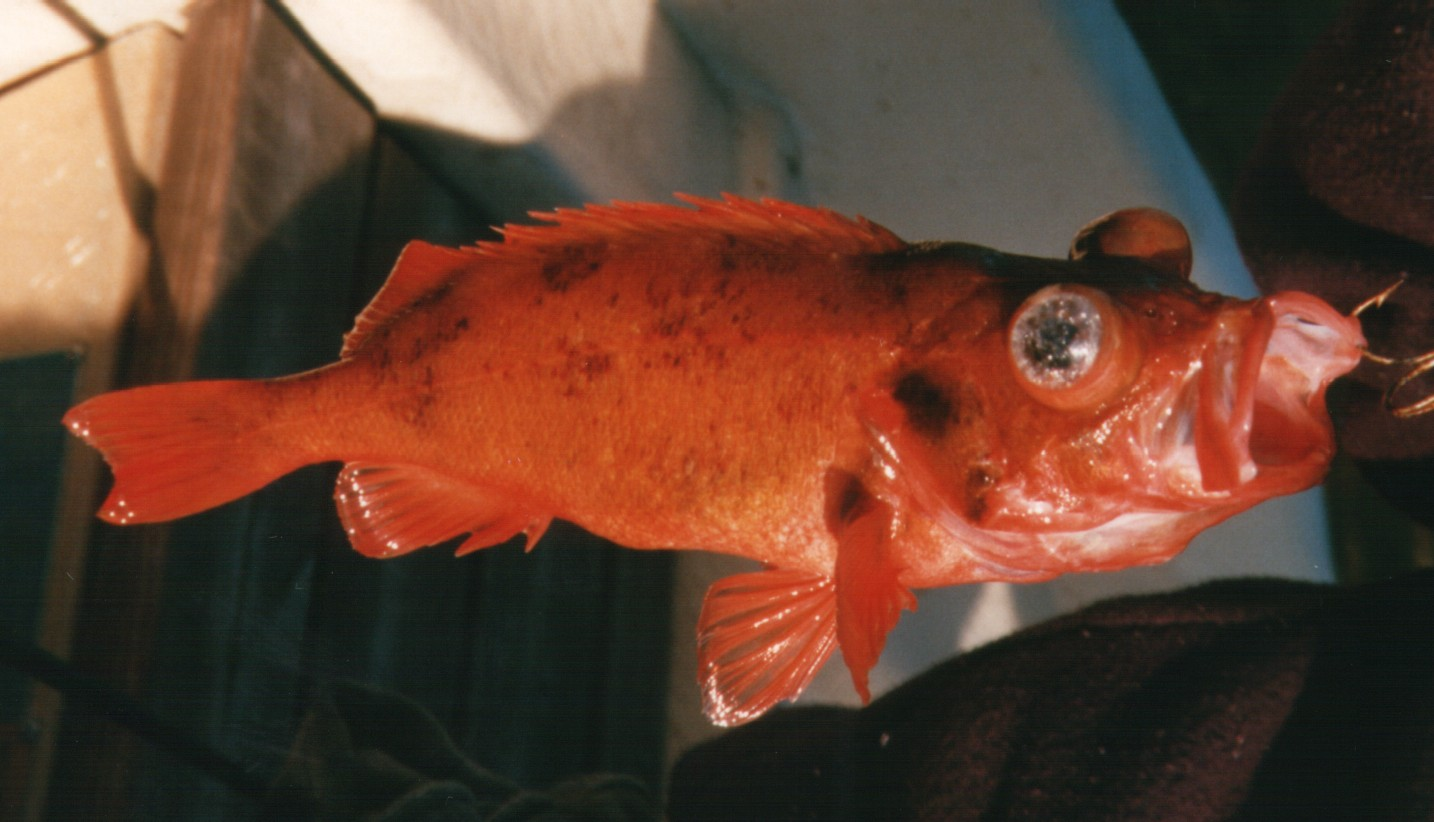

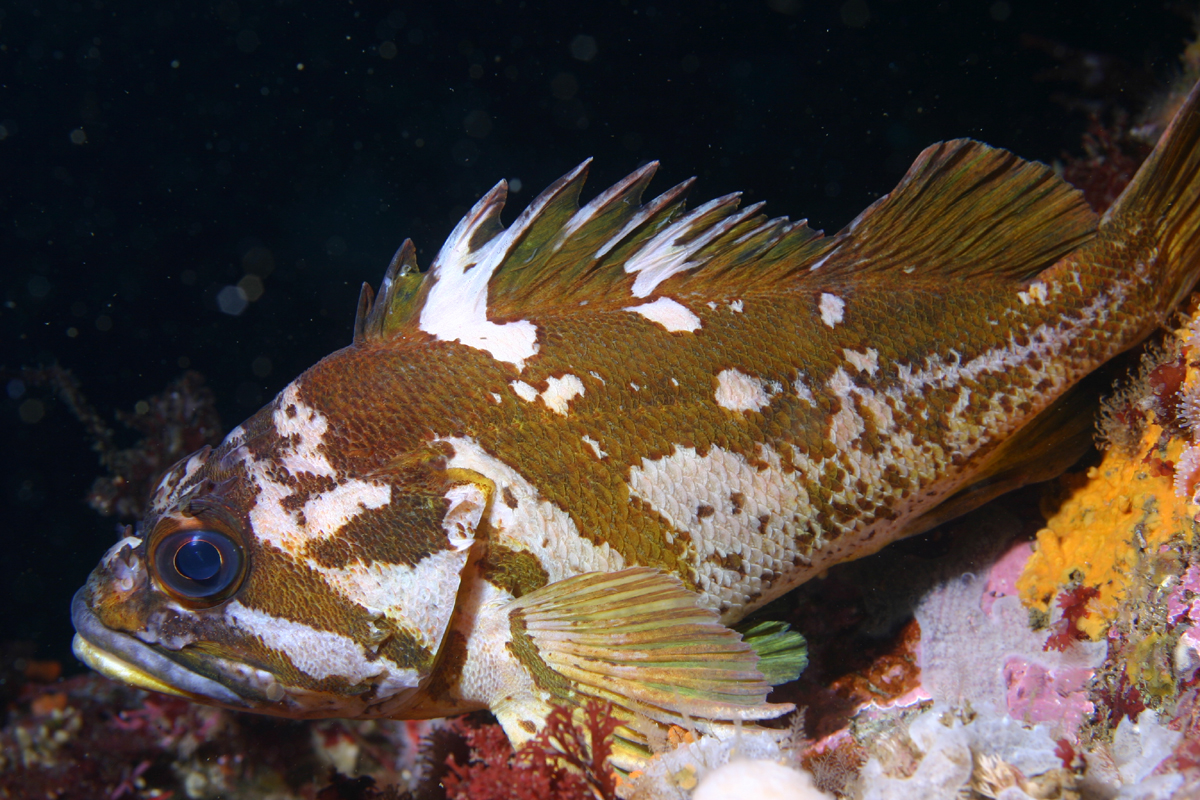

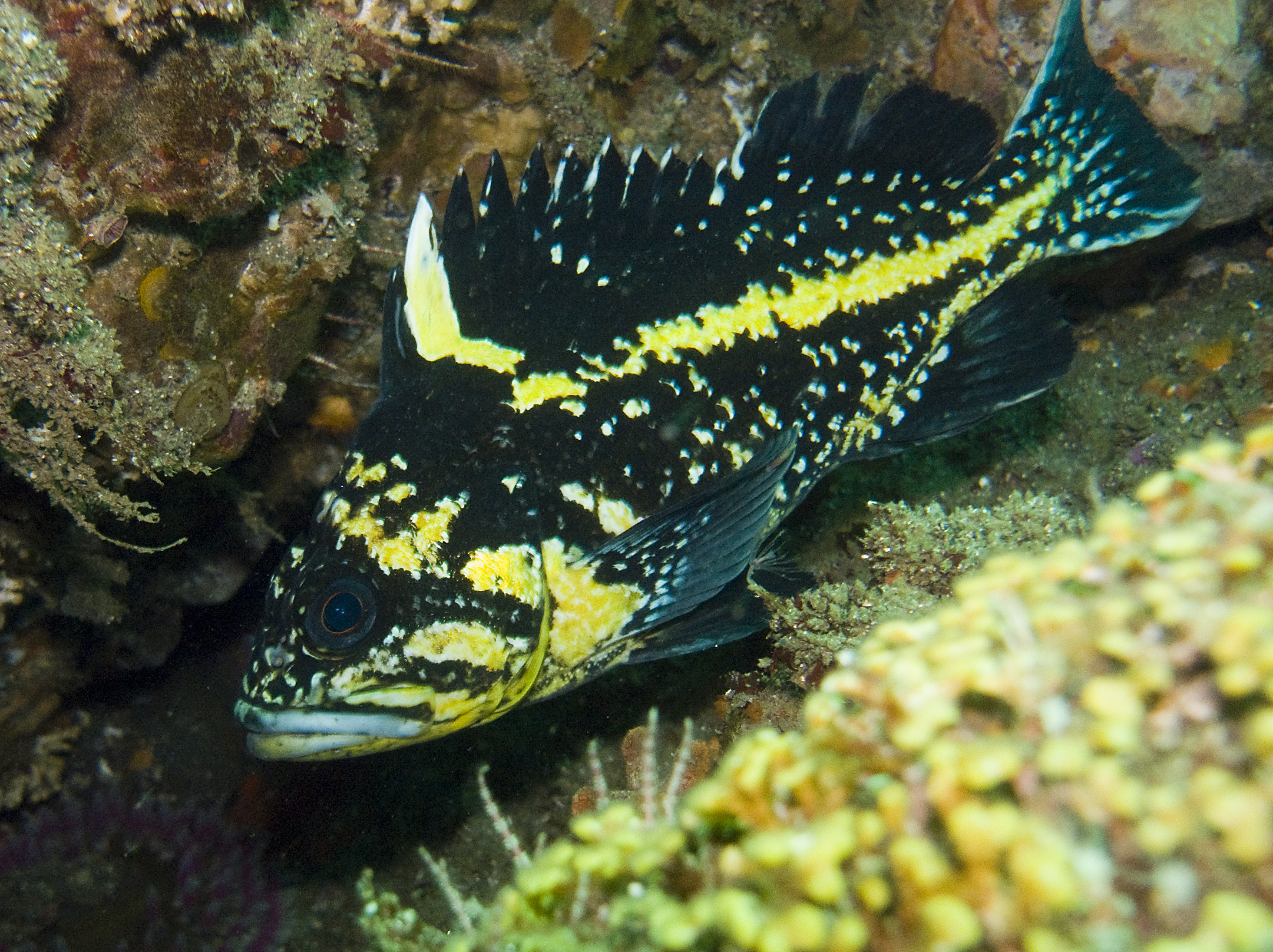

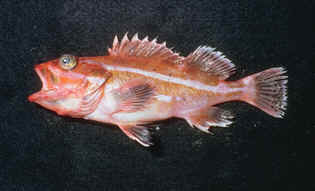

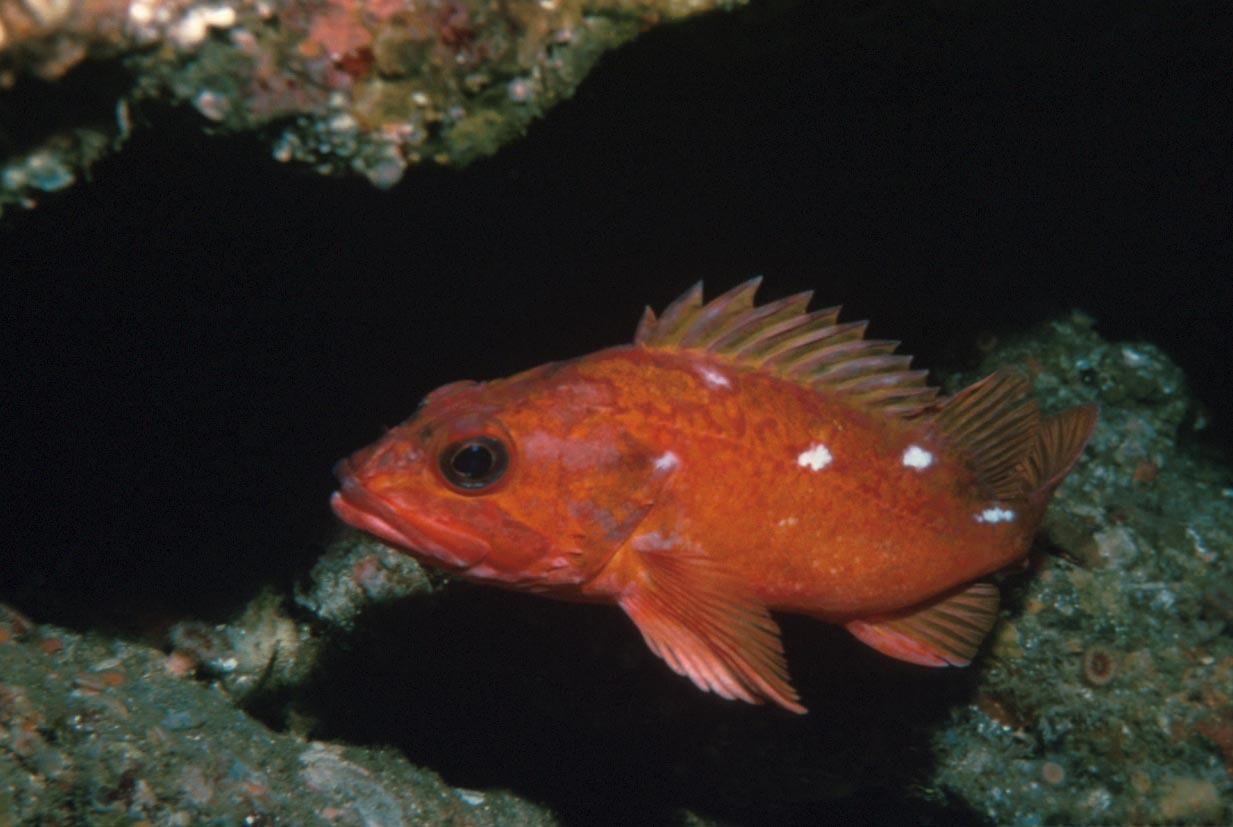

Морски́е о́куни (лат. Sebastes) — род морских лучепёрых рыб из семейства скорпеновых (Scorpaenidae). По внешнему виду несколько напоминают речного окуня, но настолько отличаются от него по многим особенностям внешнего и внутреннего строения, что их относят не только к другому семейству, но и к другому отряду рыб. Острые лучи плавников снабжены ядовитыми железами, укол которыми вызывает болезненное местное воспаление.
В роде морские окуни насчитывается около 110 видов. Большинство видов морских окуней обитают в северной части Тихого океана, хотя два вида (S. capensis и S. oculatus) живут на юге Тихого и Атлантического океанов, а 4 вида (S. fasciatus, S. mentella, S. norvegicus и S. viviparus) — в северной части Атлантического океана. Наибольшее видовое разнообразие наблюдается у южного побережья Калифорнии, где встречается 56 видов.
Размеры морских окуней варьируются от 20 см у самых мелких представителей рода, до более метра в длину у наиболее крупных. Так, беринговоморский морской окунь (S. borealis) достигает длины более метра и массы 20 кг, являясь самым крупным представителем всего семейства.
Разные виды морских окуней обитают от приливной зоны до глубины 3000 м, обычно ведут придонный образ жизни над различными грунтами, но встречаются и в пелагиали. Относятся к долгоживущим организмам, продолжительность жизни у некоторых видов достигает 50—100 лет, а одним из самых долгоживущих организмов на Земле является Sebastes aleutianus, максимальный зарегистрированный возраст которого составляет 205 лет.
Прибрежные морские окуни предпочитают заросли водорослей, где они живут на каком-то одном небольшом участке, не совершая значительных передвижений. Свою добычу — мелкую рыбу, крупных ракообразных и других беспозвоночных, плавающих над дном, — они хватают, неожиданно выскакивая из засады. Морские окуни, обитающие в пелагиали, совершают протяжённые миграции.

## Виды
В роде морских окуней 110 видов:
- Sebastes aleutianus — Алеутский морской окунь
- Sebastes alutus — Грязный морской окунь, или тихоокеанский клювач
- Sebastes atrovirens
- Sebastes auriculatus — Коричневый морской окунь
- Sebastes aurora
- Sebastes babcocki — Краснополосый морской окунь
- Sebastes baramenuke — Бараменука[5]
- Sebastes borealis — Северный морской окунь
- Sebastes brevispinis — Короткоиглый морской окунь
- Sebastes capensis — Капский окунь[6]
- Sebastes carnatus
- Sebastes caurinus — Медный морской окунь, или медный калифорнийский окунь[6]
- Sebastes cheni
- Sebastes chlorostictus
- Sebastes chrysomelas
- Sebastes ciliatus — Волосатый морской окунь
- Sebastes constellatus
- Sebastes cortezi
- Sebastes crameri
- Sebastes dallii
- Sebastes diploproa — Большеротый морской окунь
- Sebastes elongatus — Зеленополосый морской окунь
- Sebastes emphaeus — Пагетский морской окунь
- Sebastes ensifer
- Sebastes entomelas
- Sebastes eos
- Sebastes exsul
- Sebastes fasciatus — Розовый морской окунь, или американский окунь
- Sebastes flammeus — Пламенный морской окунь, или огненный морской окунь
- Sebastes flavidus — Желтохвостый морской окунь
- Sebastes gilli
- Sebastes glaucus — Голубой морской окунь[5], или широколобый морской окунь[5]
- Sebastes goodei — Перечный морской окунь, или перечный окунь
- Sebastes helvomaculatus — Розовопятнистый окунь[6]
- Sebastes hopkinsi
- Sebastes hubbsi
- Sebastes ijimae
- Sebastes inermis — Невооружённый морской окунь
- Sebastes iracundus — Вспыльчивый морской окунь[7]
- Sebastes itinus — Двухсосочковый окунь[5]
- Sebastes jordani
- Sebastes joyneri
- Sebastes kawaradae
- Sebastes kiyomatsui
- Sebastes koreanus
- Sebastes lentiginosus
- Sebastes levis
- Sebastes longispinis
- Sebastes macdonaldi
- Sebastes maliger
- Sebastes marinus — Золотистый морской окунь, или атлантический морской окунь[6], или обыкновенный морской окунь[8]
- Sebastes matsubarai — Окунь Матсубары[5]
- Sebastes melanops — Чёрный окунь[6]
- Sebastes melanosema
- Sebastes melanostictus — Крапчатый морской окунь
- Sebastes melanostomus
- Sebastes mentella — Клюворылый морской окунь, или глубоководный клювач, или атлантический окунь клювач
- Sebastes miniatus — Киноварный окунь[6]
- Sebastes minor — Малый окунь
- Sebastes moseri
- Sebastes mystinus — Голубой окунь[6]
- Sebastes nebulosus
- Sebastes nigrocinctus — Тигровый окунь[6]
- Sebastes nivosus — Снежный японский окунь[6]
- Sebastes norvegicus
- Sebastes notius
- Sebastes oblongus — Удлинённый окунь[6], или безбровый окунь[5]
- Sebastes oculatus — Глазчатый окунь[6]
- Sebastes ovalis
- Sebastes owstoni — Красный морской окунь[5]
- Sebastes pachycephalus
- Sebastes paucispinis — Бокаччо (рыба)
- Sebastes peduncularis
- Sebastes phillipsi
- Sebastes pinniger — Канареечный морской окунь, или оранжевый морской окунь
- Sebastes polyspinis — Многоиглый морской окунь, или многоиглый морской ёрш
- Sebastes proriger
- Sebastes rastrelliger
- Sebastes reedi
- Sebastes rosaceus — Розовый окунь[6]
- Sebastes rosenblatti
- Sebastes ruberrimus
- Sebastes rubrivinctus
- Sebastes rufinanus
- Sebastes rufus
- Sebastes saxicola
- Sebastes schlegelii — Тёмный окунь[5]
- Sebastes scythropus
- Sebastes semicinctus
- Sebastes serranoides — Оливковый окунь[6]
- Sebastes serriceps
- Sebastes simulator
- Sebastes sinensis
- Sebastes spinorbis
- Sebastes steindachneri — Жёлто-серый морской окунь[5], или окунь Штейндахнера[5]
- Sebastes swifti
- Sebastes taczanowskii — Восточный окунь[5], или восточный морской ёрш[5], или восточный морской окунь[7]
- Sebastes thompsoni
- Sebastes trivittatus — Жёлтый морской окунь[5]
- Sebastes umbrosus
- Sebastes variegatus
- Sebastes varispinis
- Sebastes ventricosus
- Sebastes viviparus — Малый морской окунь
- Sebastes vulpes
- Sebastes wakiyai — Ореховый окунь[5]
- Sebastes wilsoni — Белобрюхий окунь[6]
- Sebastes zacentrus
- Sebastes zonatus